# 衡阳濂溪文化园
衡阳濂溪文化园，位于中國衡阳市高新区蒸水南路蒸水风光带，主要展示周敦颐在衡阳的成长经历及学术思想。

## 景观
濂溪文化园的门口，是题有“濂溪第二故里”六字的牌匾。牌匾后面，是展现“甥舅情”的雕塑和“恩舅廊”，主人公为周敦颐与舅舅郑向。园内有两块碑文墙，展示着周敦颐的经历和诗文，还有重新修缮的周子祠。新建一座三层的“爱莲亭”，亭上悬“学达性天”牌匾。

## 周子祠拆迁风波
周子祠，又名“爱莲堂”，位于原衡阳郊区柘里村，是周敦颐衡阳后裔祭祀祖先的祠堂。2010年，柘里村纳入拆迁范围，部分周氏族人拒绝拆迁爱莲堂，引发关注。